# Turcolana reichi
Turcolana reichi is een pissebed uit de familie Cirolanidae. De wetenschappelijke naam van de soort is voor het eerst geldig gepubliceerd in 1962 door Por.